# 오키노시마정
오키노시마정(일본어: 隠岐の島町 오키노시마초[*])은 일본 시마네현 오키군의 정이다. 2004년의 행정구역 합병으로 오키 제도의 도고섬 전역을 차지하게 되었다.
현재 대한민국의 실질적 지배 상태에 있는 독도의 영유권을 주장하고 있는 일본에서는 다케시마(竹島, 독도의 일본어 이름)가 시마네현 오키노시마정에 속한다고 주장한다. 다만 오키노시마정으로 통합하기 직전에 독도의 일본 측 행정구역은 고카촌이었던 것으로 드러난다.

## 역사
- 2004년 10월 1일 - 오키군 사이고정, 후세촌, 쓰마촌, 고카촌이 합병해 오키노시마정이 탄생하였다.

## 지리
- 다이만지산: 해발고도 607m로 이 지역에서 가장 높은 산이다.
- 로소쿠섬(ローソク島): 캔들 모양의 섬이다. 이 섬은 화성암으로 형성된 것으로 드러났다.

## 인구
| 연도                             | 인구   | ±%     |
| -------------------------------- | ------ | ------ |
| 1920                             | 21,815 | —      |
| 1925                             | 21,351 | −2.1%  |
| 1930                             | 21,129 | −1.0%  |
| 1935                             | 20,516 | −2.9%  |
| 1940                             | 20,046 | −2.3%  |
| 1945                             | 26,332 | +31.4% |
| 1950                             | 28,044 | +6.5%  |
| 1955                             | 27,887 | −0.6%  |
| 1960                             | 26,846 | −3.7%  |
| 1965                             | 23,669 | −11.8% |
| 1970                             | 20,533 | −13.2% |
| 1975                             | 19,797 | −3.6%  |
| 1980                             | 20,043 | +1.2%  |
| 1985                             | 19,675 | −1.8%  |
| 1990                             | 19,090 | −3.0%  |
| 1995                             | 18,367 | −3.8%  |
| 2000                             | 18,045 | −1.8%  |
| 2005                             | 16,904 | −6.3%  |
| 2010                             | 15,488 | −8.4%  |
| 2015                             | 14,608 | −5.7%  |
| 2020                             | 13,433 | −8.0%  |
| Okinoshima population statistics |        |        |

## 기후
오키노시마정의 기후는 쾨펜의 기후 구분에 따르면 온난 습윤 기후인 Cfa를 띄고 있다. 다만 여름과 겨울을 가리지 않고 건기가 없는 특색을 띄고 있다. 온난 습윤 기후이지만 강설량이 가장 많은 달은 1월이며, 강수량은 대체로 월평균 100mm대를 유지하고 있다.
| 오키노시마정의 기후                                          | 오키노시마정의 기후 | 오키노시마정의 기후 | 오키노시마정의 기후 | 오키노시마정의 기후 | 오키노시마정의 기후 | 오키노시마정의 기후 | 오키노시마정의 기후 | 오키노시마정의 기후 | 오키노시마정의 기후 | 오키노시마정의 기후 | 오키노시마정의 기후 | 오키노시마정의 기후 | 오키노시마정의 기후 |
| 월                                                           | 1월                 | 2월                 | 3월                 | 4월                 | 5월                 | 6월                 | 7월                 | 8월                 | 9월                 | 10월                | 11월                | 12월                | 연간                |
| ------------------------------------------------------------ | ------------------- | ------------------- | ------------------- | ------------------- | ------------------- | ------------------- | ------------------- | ------------------- | ------------------- | ------------------- | ------------------- | ------------------- | ------------------- |
| 역대 최고 기온 °C (°F)                                       | 17.2 (63.0)         | 20.1 (68.2)         | 22.5 (72.5)         | 26.8 (80.2)         | 31.0 (87.8)         | 32.2 (90.0)         | 35.3 (95.5)         | 35.8 (96.4)         | 33.9 (93.0)         | 30.0 (86.0)         | 24.1 (75.4)         | 20.1 (68.2)         | 35.8 (96.4)         |
| 일평균 최고 기온 °C (°F)                                     | 8.1 (46.6)          | 8.6 (47.5)          | 11.7 (53.1)         | 16.7 (62.1)         | 21.1 (70.0)         | 24.3 (75.7)         | 27.9 (82.2)         | 29.9 (85.8)         | 26.1 (79.0)         | 21.3 (70.3)         | 16.1 (61.0)         | 10.8 (51.4)         | 18.6 (65.5)         |
| 일일 평균 기온 °C (°F)                                       | 4.5 (40.1)          | 4.6 (40.3)          | 7.3 (45.1)          | 12.0 (53.6)         | 16.7 (62.1)         | 20.4 (68.7)         | 24.6 (76.3)         | 26.1 (79.0)         | 22.2 (72.0)         | 16.9 (62.4)         | 11.9 (53.4)         | 7.1 (44.8)          | 14.5 (58.1)         |
| 일평균 최저 기온 °C (°F)                                     | 1.2 (34.2)          | 0.8 (33.4)          | 2.7 (36.9)          | 7.1 (44.8)          | 12.1 (53.8)         | 16.9 (62.4)         | 21.8 (71.2)         | 23.0 (73.4)         | 18.7 (65.7)         | 12.7 (54.9)         | 7.8 (46.0)          | 3.4 (38.1)          | 10.7 (51.3)         |
| 역대 최저 기온 °C (°F)                                       | −6.7 (19.9)         | −8.9 (16.0)         | −6.7 (19.9)         | −3.2 (26.2)         | 1.4 (34.5)          | 6.8 (44.2)          | 11.5 (52.7)         | 13.5 (56.3)         | 7.3 (45.1)          | 2.8 (37.0)          | −1.8 (28.8)         | −4.5 (23.9)         | −8.9 (16.0)         |
| 평균 강수량 mm (인치)                                        | 158.3 (6.23)        | 111.9 (4.41)        | 125.0 (4.92)        | 123.5 (4.86)        | 134.1 (5.28)        | 165.7 (6.52)        | 203.9 (8.03)        | 154.8 (6.09)        | 234.9 (9.25)        | 121.6 (4.79)        | 123.0 (4.84)        | 159.8 (6.29)        | 1,816.4 (71.51)     |
| 평균 강설량 cm (인치)                                        | 39 (15)             | 30 (12)             | 6 (2.4)             | 0 (0)               | 0 (0)               | 0 (0)               | 0 (0)               | 0 (0)               | 0 (0)               | 0 (0)               | 0 (0)               | 17 (6.7)            | 93 (37)             |
| 평균 강수일수 (≥ 0.5 mm)                                     | 22.0                | 16.8                | 14.2                | 10.2                | 8.9                 | 10.0                | 11.5                | 9.3                 | 11.2                | 11.5                | 14.5                | 20.5                | 160.5               |
| 평균 강설일수                                                | 18.1                | 14.2                | 7.1                 | 0.5                 | 0.0                 | 0.0                 | 0.0                 | 0.0                 | 0.0                 | 0.0                 | 1.2                 | 12.8                | 55.7                |
| 평균 상대 습도 (%)                                           | 73                  | 73                  | 72                  | 72                  | 74                  | 81                  | 83                  | 81                  | 79                  | 76                  | 74                  | 73                  | 76                  |
| 평균 월간 일조시간                                           | 69.2                | 87.7                | 142.1               | 190.0               | 214.0               | 164.6               | 160.5               | 205.6               | 149.0               | 152.7               | 106.0               | 76.7                | 1,718.1             |
| 출처: 일본 기상청 (평년값: 1991년~2020년, 극값: 1939년~현재) |                     |                     |                     |                     |                     |                     |                     |                     |                     |                     |                     |                     |                     |

## 축제
오키노시마정에는 소와 관련된 씨름 축제가 유명하다. 대표적으로는 이치야가타게 소씨름 대회가 있고, 매년 5월 4일 개최되는 소씨름 봄대회도 있다.

## 교통

### 공항
- 오키 공항

### 항만
- 사이고항

### 도로
- 국도 제485호선

### 버스
- 오키 이치바타 교통(일본어판)
- 오키노시마정 공영 버스(일본어판)

## 출신 인물
- 히라노 가이 - J리그의 세레소 오사카에서 예전에 선수 생활을 한 적이 있음.

## 특이 사항
- 이곳에 사는 주민들은 대체로 대한민국에 대해 달갑지 않은 분위기를 가지고 있다. 오키노시마정에 사는 주민들 대다수가 한국에 대한 악감정이 심한 경우가 많으며, 이는 독도에 관한 문제점에 따른 견해, 의견 차이 등이 있기 때문이다.
- 도고섬을 관할하고 있는 오키노시마정에는 외국인(일본에 거주하는 재일 한국인 제외 제3국 국적을 가진 외국인 제외) 관광객은 좀처럼 찾아보기가 어렵다.
- 웰니스 고호쿠 같은 드러그스토어 체인점도 2곳이 들어선 상태이다.